# Kalle Zeier
Kalle Zeier (* 29. Mai 1983 in Hermannstadt) ist ein deutscher Fusionmusiker.

## Leben und Wirken
Zeier spielte als Gitarrist bereits während seiner Schulzeit in verschiedenen Bands und erhielt erste Konzerterfahrungen. Seit 2004 studierte er Jazzgitarre an der Hochschule für Musik Hanns Eisler Berlin bei Kurt Rosenwinkel, Frank Möbus, John Hollenbeck und Jiggs Whigham. Zeier ist Gründungsmitglied des Andromeda Mega Express Orchestra, mit dem bisher vier Alben entstanden. Er spielt Jazz, Funk und Popmusik und veröffentlichte auch Alben mit The Notwist, der No Hay Band, Onom Agemo and the Disco Jumpers, The Eskimo and the Futile Guilt sowie Peter Gall (Paradox Dreambox).